# La Chapelle-Hareng
La Chapelle-Hareng é uma comuna francesa na região administrativa da Normandia, no departamento de Eure. Estende-se por uma área de 4,11 km². Em 2010 a comuna tinha 110 habitantes (densidade: 26,8 hab./km²).